# Seznam chráněných území v okrese Revúca
Toto je seznam chráněných území v okrese Revúca aktuální k roku 2017, ve kterém jsou uvedena chráněná území v oblasti okresu Revúca.
| Kód  | Obrázek                             | Typ | Název               | Rozloha (ha) | Galerie Commons                                             | Popis území | Souřadnice                       |
| ---- | ----------------------------------- | --- | ------------------- | ------------ | ----------------------------------------------------------- | ----------- | -------------------------------- |
| 1805 |                                     | NPP | Bobačka             | x            |                                                             |             |                                  |
| 511  | Cigánka                             | NPR | Cigánka             | 44,2500      | Kategorie „Cigánka (Muránska planina)“ na Wikimedia Commons |             | 48°45′27″ s. š., 20°3′26″ v. d.  |
| 247  | pohled na Kučalach od západu        | PR  | Fabova hoľa         | 261,7513     | Kategorie „Fabova hoľa“ na Wikimedia Commons                |             | 48°46′24″ s. š., 19°53′8″ v. d.  |
| 1044 |                                     | PR  | Hodošov les         | 21,9800      |                                                             |             |                                  |
| 556  |                                     | NPR | Hrdzavá             | 357,1900     |                                                             |             |                                  |
| 1173 |                                     | PP  | Chvalovská jaskyňa  | x            |                                                             |             |                                  |
| 573  |                                     | NPR | Javorníková         | 170,6500     |                                                             |             |                                  |
| 1221 |                                     | PP  | Kamenná diera       | x            |                                                             |             |                                  |
| 1201 |                                     | CHA | Lúka pod cintorínom | 4,9700       |                                                             |             |                                  |
| 1200 |                                     | CHA | Lúky pod Ukorovou   | 12,1300      |                                                             |             |                                  |
| 603  | Pohled ze Skalní brány              | NPR | Malá Stožka         | 59,6100      |                                                             |             | 48°46′28″ s. š., 19°55′39″ v. d. |
| 1199 |                                     | PP  | Morské oko          | x            |                                                             |             |                                  |
| 648  |                                     | NPR | Poludnica           | 330,4300     |                                                             |             |                                  |
| 440  | Šarkanica                           | NPR | Šarkanica           | 454,7500     |                                                             |             | 48°42′40″ s. š., 19°58′6″ v. d.  |
| 1059 | Šiance                              | NPR | Šiance              | 132,0600     | Kategorie „Šiance“ na Wikimedia Commons                     |             | 48°46′9″ s. š., 20°4′45″ v. d.   |
| 1028 | Muráňský portál Tunela pod Dielikom | CHA | Tunel pod Dielikom  | 0,0000       |                                                             |             | 48°41′56″ s. š., 19°58′53″ v. d. |
| 470  |                                     | NPR | Veľká Stožka        | 259,2100     |                                                             |             |                                  |
| 1144 |                                     | PP  | Vešeléniho jaskyňa  | x            |                                                             |             |                                  |
| 719  |                                     | PR  | Zdychavské skalky   | 2,5400       |                                                             |             |                                  |